# 芥川隆行
芥川 隆行（あくたがわ たかゆき、1919年〈大正8年〉3月6日 - 1990年〈平成2年〉10月2日）は、日本の元アナウンサー、ナレーター、司会者。本名は同じ。東京府（現・東京都）出身。
1951年10月にラジオ東京（現TBS）にアナウンサー第1期生として入社。1959年12月にラジオ東京を退社。1960年1月にフリーとなり芥川企画を設立し司会者・ナレーターとしても活躍した。日本におけるナレーターの草分け的存在でもあり、時代劇、演歌番組において、芥川節と呼ばれるめりはりのきいた渋い語り口で活躍。代表作には『木枯し紋次郎』、『必殺シリーズ』、『西遊記』、『水戸黄門』等。顔のない名優といわれた。妻はラジオ東京アナウンサー第1期生の本田節子。

## 略歴
1941年、慶應義塾大学経済学部を卒業後、川西機械製作所（兵庫県神戸市）に入社。1941年12月、入隊。復員後、大分県の高等学校教員等を務める。1951年10月、ラジオ東京（現TBS）へアナウンサー第1期生として入社、放送界入り。1959年12月、ラジオ東京を退社。1960年1月、フリーとなり、芥川企画を立ち上げる。
1990年10月2日、肺癌により死去。71歳没。

## 人物
先祖は福岡県柳川市出身。父は計器類製造・販売経営者。弟がいる。
現在の東京都港区白金生まれ。子供の頃から足が速く中学・大学では陸上部所属。祖父は福沢諭吉の主治医の一人で、父も慶應義塾大学に通い、慶應義塾幼稚舎、慶應義塾普通部を経て、1941年、慶應義塾大学経済学部を卒業後、「すべてが無計画で、その場その場のでき心で行動しているんです。」と、川西機械（兵庫県神戸市）に入社したが出社したのがふた月だけだった。
1941年12月、入隊、北支那方面軍に配属され、以降中国戦線を転戦。士官候補試験に合格して陸軍中尉となり、斎南の補給廠に勤めている時に敗戦を迎えた。1946年、復員。
1948年、野球選手の芥田武夫と間違えられて大分県の高等学校教員となり、国東高等学校、森高等学校で教鞭等を経て、1951年10月にラジオ東京へアナウンサー第1期生として入社した。アナウンサー募集に応募した際には、既に32歳だったことから願書も受け付けてもらえなかったが、「役者にも老け役が必要であろう」との鶴の一声で受験可能となった。主に、スポーツ番組、ラジオドラマの語り手、芸能番組を担当した。その間、編成局アナウンサー室（1953年2月編成局アナウンス課→同年8月1日編成局アナウンス部）を振り出しに、編成局テレビ演出部映画課兼アナウンス部（1957年6月）→テレビ編成局演出部兼アナウンス部（1958年5月）→テレビ編成局編成部兼アナウンス部（1959年5月）へそれぞれ在籍した。
1957年、TBSアナウンサー第1期生の本田節子と結婚。2男をもうける。
芥川の声は美声というのではなく、音色（おんしょく）と語り口で聞かせるタイプで美声になっては雰囲気が台無しになるものであったが、やはり風邪をひかないことを第一に心掛けていた。幼少の頃に祖母に連れられて、浪花節や講談、無声映画の活弁に馴染んだことが聞き手の耳へ分かりやすく伝える発声法を生み出し、人気に繋がった。
1959年12月の退社後は、民放第1号のフリーアナウンサーへ転身。芥川企画を立ち上げ、主にナレーターとして活動するようになる。その際、「入社した時、クセがありすぎるというので、ほされる状態が8年続いた。のんきなのでそれでも気にせず、60年、行き先も考えず、フリーになった」と語っている。
1961年から放映されたテレビドラマ『新選組始末記』のTBSでのテレビドラマ化が決定すると、原作者の子母沢寛を訪ねて語り台本を自ら書く許可を得て、語り手としてドラマを盛り上げた。同番組はドラマの画面に語りを入れる番組作りの嚆矢ともなり、語りに節をつけた彼独特の調子「芥川節」が誕生し「いまの時代のテンポに合わせていきたい。」と派手さがなかった。番組の最後のほうで三橋美智也による主題歌をバックにしてのナレーションで当時の視聴者に強烈な印象を与え、同時に出世作となった。
以来、ナレーションの第一人者として、TBS『ナショナル劇場』、や『ザ・ガードマン』、『キイハンター』、『シークレット部隊』、『木枯し紋次郎』、『西遊記』、『Gメン'75』、『必殺シリーズ』、『スクール☆ウォーズ』、『ポニーテールはふり向かない』、『乳姉妹』、『もりもりぼっくん』、『三匹が斬る』など数々の人気時代劇・ドラマを手がけた。中でもTBS系土曜21時台の歴代ドラマでは、多数の作品で芥川隆行がナレーターを務めていた（1986年の『親子ゲーム』は例外）。黄桜のCMでも、『河童の歌』を使用していた時代にはナレーションも長期に亘り務めていた。
TBS紀行番組『兼高かおる世界の旅』では、ナレーションではなく、旅行家の兼高かおるの旅の様子の聞き手を務め30年に亘る長寿番組となる。
1970年、大川栄策が恩師古賀政男の曲を歌ったカヴァーアルバム『大川栄策 古賀メロディーを歌う』では、語り部として起用され、これが日本初のナレーション入りアルバムにもなった。
ラジオでも、1971年、文化放送朝の生ワイド番組『オハヨー! 日本列島』の司会を務め、番組終了後は『お元気ですか 芥川隆行です』を担当。ラジオ日本では演歌専門番組『芥川隆行の演歌だヨ!』（1974年）と『芥川隆行演歌ひとすじ』のパーソナリティを務めた。イントロに独特の語りをいれる「ナレーション演歌」は、番組の名物となった。1980年から1990年に亡くなるまでラジオ日本に朝から晩までレギュラー番組・コーナーを数多く持ち、ラジオ日本の顔として人気番組に育て上げた。
1988年12月、仕事の集大成である『名調子芥川隆行が語る名作シリーズ・カセットブック（全15巻）』（デラ）を出版。
1990年7月31日、うだるような暑さの中ジャンパーを着込んでラジオ日本に出社し『芥川隆行の演歌だヨ!』の生放送に出演するが、帰宅後に体調不良を訴え入院。最初は急性肺炎と診断されたが、8月1日の精密検査の結果、放射能治療も手術も不可能な肺癌と判明。この事は芥川に知られないよう親族にだけ知らされた。芥川は1日で40本のタバコを吸う愛煙家でもあったという。入院後も医師の外出許可をもらった上でレギュラー番組の収録に出掛けており、8月20日には『スクール☆ウォーズ2』第3-4話のナレーション収録を行ったが、それが遺作となった（第5話以降のナレーションは城達也が務めた）。9月、病気により『ナショナル劇場』ナレーションを降板し、TBSアナウンサーで2年後輩の杉山真太郎に交代。9月4日、最後の仕事となった『兼高かおる世界の旅』最終回のナレーション収録に参加。この時点では胸を押さえながら必死で挑んだが、普段のようには声が響いておらず「芥川節」は本調子ではなかった。同年10月2日午前8時10分、肺癌のため立正佼成会附属佼成病院で死去。71歳没。芥川の死は芸能界にも衝撃が走った。戒名は「信融院一竟日隆居士（しんゆういんいっきょうにちりゅうこじ）」。墓所は菩提寺の立行寺。ラジオ日本でパーソナリティを務めていた『芥川隆行お昼の名作文庫』は、収録済みの内容については当面お断りを入れて放送。『芥川隆行の演歌だヨ!』、『芥川隆行の懐しの演歌』についてはラジオ日本アナウンサーが代役を務めていた。10月3日、入院中の9月6日に書き下ろした『兼高かおる世界の旅』でコンビを組んだ兼高との思い出を振り返る内容の文が、「一つの旅の終焉」というタイトルで雑誌『鳩よ!』（マガジンハウス）に絶筆掲載された。
好きな言葉は「明日は明日の風が吹く」。自分の事を計画性がないと言いながらも、活動は硬軟取り混ぜて朗読、対談、ナレーションと万能で、その語り口は品が良く、物静かだったという。

## アナウンサー・ナレーター担当歴

### テレビドラマ
いずれも、ナレーター。
| タイトル                                  | 放映年          | 放映局     | 備考                                   |
| ----------------------------------------- | --------------- | ---------- | -------------------------------------- |
| 新選組始末記                              | 1961 - 1962年   | KRT        |                                        |
| 幕末                                      | 1964年 - 1965年 | TBS        |                                        |
| 東京警備指令 ザ・ガードマン               | 1965年 - 1971年 | TBS        | OPのみ                                 |
| 土曜日の虎                                | 1966年          | TBS        |                                        |
| キイハンター                              | 1968年 - 1973年 | TBS        | 第24話「私たち人殺しなの」で顔出し出演 |
| なんたって18歳!                           | 1971年 - 1972年 | TBS        |                                        |
| シークレット部隊                          | 1972年          | TBS        | 次回予告のみ                           |
| アイフル大作戦                            | 1973年 - 1974年 | TBS        |                                        |
| 水戸黄門 (第1部)                          | 1969年 - 1970年 | TBS        |                                        |
| 水戸黄門 (第2部)                          | 1970年 - 1971年 | TBS        |                                        |
| 水戸黄門 (第3部)                          | 1971年 - 1972年 | TBS        |                                        |
| 水戸黄門 (第4部)                          | 1973年          | TBS        |                                        |
| 水戸黄門 (第5部)                          | 1974年          | TBS        |                                        |
| 水戸黄門 (第6部)                          | 1975年          | TBS        |                                        |
| 水戸黄門 (第7部)                          | 1976年 - 1977年 | TBS        |                                        |
| 水戸黄門 (第8部)                          | 1977年 - 1978年 | TBS        |                                        |
| 水戸黄門 (第9部)                          | 1978年 - 1979年 | TBS        |                                        |
| 水戸黄門 (第10部)                         | 1979年 - 1980年 | TBS        |                                        |
| 水戸黄門 (第11部)                         | 1980年 - 1981年 | TBS        |                                        |
| 水戸黄門 (第12部)                         | 1981年 - 1982年 | TBS        |                                        |
| 水戸黄門 (第13部)                         | 1982年 - 1983年 | TBS        |                                        |
| 水戸黄門 (第14部)                         | 1983年 - 1984年 | TBS        |                                        |
| 水戸黄門 (第15部)                         | 1985年          | TBS        |                                        |
| 水戸黄門 (第16部)                         | 1986年 - 1987年 | TBS        |                                        |
| 水戸黄門 (第17部)                         | 1987年 - 1988年 | TBS        |                                        |
| 水戸黄門 (第18部)                         | 1988年 - 1989年 | TBS        |                                        |
| 水戸黄門 (第19部)                         | 1989年 - 1990年 | TBS        |                                        |
| 大岡越前 (第1部)                          | 1970年          | TBS        |                                        |
| 大岡越前 (第2部)                          | 1971年          | TBS        |                                        |
| 大岡越前 (第3部)                          | 1972年 - 1973年 | TBS        |                                        |
| 大岡越前 (第4部)                          | 1974年 - 1975年 | TBS        |                                        |
| 大岡越前 (第5部)                          | 1978年          | TBS        |                                        |
| 大岡越前 (第6部)                          | 1982年          | TBS        |                                        |
| 大岡越前 (第7部)                          | 1983年          | TBS        |                                        |
| 大岡越前 (第8部)                          | 1984年 - 1985年 | TBS        |                                        |
| 大岡越前 (第9部)                          | 1985年 - 1986年 | TBS        |                                        |
| 大岡越前 (第10部)                         | 1988年          | TBS        |                                        |
| 大岡越前 (第11部)                         | 1990年          | TBS        |                                        |
| 清水次郎長                                | 1971 - 1972年   | CX         |                                        |
| お祭り銀次捕物帳                          | 1972年          | CX         |                                        |
| 二人の素浪人                              | 1972 - 1973年   | CX         |                                        |
| もりもりぼっくん                          | 1986年          | CX         | OPのみ                                 |
| 木枯し紋次郎(第1シリーズ)                 | 1972年          | CX         |                                        |
| 木枯し紋次郎(第2シリーズ)                 | 1972 - 1973年   | CX         |                                        |
| 新 木枯し紋次郎                           | 1977 - 1978年   | 12ch       |                                        |
| 江戸を斬る 梓右近隠密帳                   | 1973年 - 1974年 | TBS        |                                        |
| 江戸を斬るII                              | 1975年 - 1976年 | TBS        |                                        |
| 江戸を斬るIII                             | 1977年          | TBS        |                                        |
| 江戸を斬るIV                              | 1979年          | TBS        |                                        |
| 江戸を斬るV                               | 1980年          | TBS        |                                        |
| 江戸を斬るVI                              | 1981年          | TBS        |                                        |
| 江戸を斬る (第七部)                       | 1987年          | TBS        |                                        |
| 必殺仕置人                                | 1973年          | ABC        |                                        |
| 暗闇仕留人                                | 1974年          | ABC        |                                        |
| 必殺からくり人・血風編                    | 1976 - 1977年   | ABC        |                                        |
| 新・必殺仕置人                            | 1977年          | ABC        |                                        |
| 必殺仕事人                                | 1979 - 1981年   | ABC        |                                        |
| 必殺仕事人V・激闘編                       | 1985 - 1986年   | ABC        |                                        |
| 新春仕事人スペシャル 必殺忠臣蔵           | 1987年          | ABC        |                                        |
| 炎の青春                                  | 1969年          | NTV        |                                        |
| 水滸伝                                    | 1973年 - 1974年 | NTV        |                                        |
| 西遊記                                    | 1978年 - 1979年 | NTV        |                                        |
| 西遊記II                                  | 1979年 - 1980年 | NTV        |                                        |
| 猿飛佐助                                  | 1980年          | NTV        |                                        |
| 松平右近事件帳                            | 1982年          | NTV        | OP冒頭口上のみ                         |
| アイフル大作戦                            | 1973年 - 1974年 | TBS        |                                        |
| バーディー大作戦                          | 1974年 - 1975年 | TBS        |                                        |
| 夜明けの刑事                              | 1974年 - 1977年 | TBS        | 次回予告のみ                           |
| Gメン'75                                  | 1975年 - 1982年 | TBS        |                                        |
| Gメン'82                                  | 1982年 - 1983年 | TBS        |                                        |
| 新・夜明けの刑事                          | 1977年          | TBS        | 次回予告のみ                           |
| 明日の刑事                                | 1977年 - 1979年 | TBS        | 次回予告のみ                           |
| 疾風同心                                  | 1978 - 1979年   | 12ch       |                                        |
| 八丁堀暴れ軍団                            | 1979年          | 12ch       |                                        |
| 乳姉妹                                    | 1985年          | TBS        |                                        |
| おんな風林火山                            | 1986 - 1987年   | TBS        |                                        |
| 怪談                                      | 1972年          | MBS        | 第9話「新選組呪いの血しぶき」のみ      |
| 幡随院長兵衛お待ちなせえ                  | 1974年          | MBS        |                                        |
| 影同心                                    | 1975年          | MBS        |                                        |
| 影同心II                                  | 1975 - 1976年   | MBS        |                                        |
| 新選組始末記                              | 1977年          | MBS        |                                        |
| 雪姫隠密道中記                            | 1980年          | MBS        |                                        |
| 運命峠                                    | 1974 - 1975年   | KTV        |                                        |
| 戦友                                      | 1963 - 1964年   | NET        |                                        |
| 孤独の賭け                                | 1963 - 1964年   | NET        |                                        |
| アスファルト・ジャングル                  | 1965年          | NET        |                                        |
| 刑事さん(第1シリーズ)                     | 1967年          | NET        |                                        |
| 徳川三国志                                | 1975 - 1976年   | NET        |                                        |
| 風鈴捕物帳                                | 1978 - 1979年   | テレビ朝日 |                                        |
| 柳生あばれ旅                              | 1980 - 1981年   | テレビ朝日 |                                        |
| 柳生十兵衛あばれ旅                        | 1980 - 1981年   | テレビ朝日 |                                        |
| 三匹が斬る!                               | 1987 - 1988年   | テレビ朝日 |                                        |
| 続・三匹が斬る!                           | 1988 - 1989年   | テレビ朝日 |                                        |
| 続続・三匹が斬る!                         | 1990年          | テレビ朝日 |                                        |
| 噂の刑事トミーとマツ(第1シリーズ)         | 1979 - 1981年   | TBS        | 次回予告のみ                           |
| 秘密のデカちゃん                          | 1981 - 1982年   | TBS        | 次回予告のみ                           |
| 噂の刑事トミーとマツ(第2シリーズ)         | 1982年          | TBS        | 次回予告のみ                           |
| 婦警さんは魔女                            | 1983年          | TBS        | 次回予告のみ                           |
| 高校聖夫婦                                | 1983年          | TBS        |                                        |
| 不良少女とよばれて                        | 1984年          | TBS        |                                        |
| 〜泣き虫先生の7年戦争〜 スクール☆ウォーズ | 1984 - 1985年   | TBS        |                                        |
| ポニーテールはふり向かない                | 1985 - 1986年   | TBS        |                                        |
| 天使のアッパーカット                      | 1986年          | TBS        |                                        |
| パパはニュースキャスター                  | 1987年          | TBS        |                                        |
| パパは年中苦労する                        | 1988年          | TBS        |                                        |
| スクールウォーズ2                         | 1990年          | TBS        | 第5話以降は城達也が担当                |

### テレビ
ラジオ東京時代
- グランドテレビパレード（KRテレビ開局の1955年4月1日に放送。司会）[16]
- タレント・スカウト（1956年）[16][16]
- 東宝スクリーントピックス（1955年）[16]
- 似てるでショウ（1956年）[15][16]
- 小唄教室（1957年）[15][16]

フリー
- それは秘密です!!
- 兼高かおる世界の旅（1961年1月より担当[16]。ホスト。回により顔出しあり）
- テレサG
- オレたちひょうきん族
- ドリフ大爆笑
- 土曜だエブリバディ!
- フジテレビ今週のヒット15
- 森田一義アワー笑っていいとも!（1984年7月 - 9月、フジテレビ ※金曜日担当）
- 木曜スペシャル・これが決定版・爆笑!!珍プレー好プレー
- 歌謡百年（司会：1965年9月 - 1966年1月、東京12チャンネル（現・テレビ東京））
- なつかしの歌声（司会：1973年1月 - 1973年3月、東京12チャンネル（現・テレビ東京））

### ラジオ
ラジオ東京時代
- 陸上競技実況中継[27]
- ラジオ浮世亭（1952年）[15][16]
- ドレミファゲーム（1954年）[15][16]
- タレント・スカウト（1955年）[16]
- あてまショウ（1956年）[16]
- 20万円の扉（1956年）[16]
- 夕げのひと時（1956年）[16]
- 愛のジョッキー（1959年）[16]
- 東京ダイヤル（1959年）[15][16]

フリー
- TBSナイター（TBSラジオのプロ野球中継。1963年 - ?。試合終了後の穴埋めプログラム『ナイタージョッキー』の進行役を担当[28]）
- オハヨー! 日本列島（1971年 - 1975年、文化放送）司会
- お元気ですか 芥川隆行です（1974年 - 1978年、文化放送）
- 芥川隆行の真昼の演歌ひとり旅（文化放送）
- 芥川隆行の演歌だヨ!（1974年、ラジオ日本）
- 芥川隆行演歌ひとすじ（ラジオ日本）
- 芥川隆行演歌ふたりづれ（ラジオ日本）
- 芥川隆行お昼の名作文庫（ラジオ日本）

### CM
すべてナレーション。黄桜酒造（現・黄桜）のナレーションは長年にわたって放送された。
- 味の素
  - 「ほんだし」（1975年） - イントロ（CMオリジナルソング）に合わせてナレーションしたCMであった。
- コイケヤ
  - 「POP NOW」（1989年） - 水戸黄門の主題歌、「ああ人生に涙あり」がBGMとして使われたが、歌詞はすべて「ポ」であった[注釈 5]。
- ロート製薬
  - 「キャシロン」（1978年） - 健胃生薬（胃腸薬）。「ピアノ篇」と「料理篇」を放送した。
- 黄桜酒造
  - 「呑（どん）」（1983年、1988年ほか）
  - 「金紋黄桜」（1981年）
  - 「金印黄桜」（1985年）
  - 「黄桜 生ドライ」（1989年）
  - 「黄桜マイルドパック」（1986年）
  - 「本造り黄桜」（1989年）
  - 「かっぱ黄桜レジャーカップ」（1978年）
  - 「かっぱ天国」（1984年）
- 就一郎漬本舗
  - 「野沢菜」（1988年、長野県ローカル） - CMの序盤に「皆さん、芥川隆行です」とあいさつし、野沢菜を食べた感想を話す。
- 政府広報
  - 「北方領土の日」（1985年）
- 山本山
  - 企業広告（1980年代） - 「上から読んでも山本山、下から読んでも山本山」のフレーズを読むCMもある。
  - 「あさくさ」（1980年代）

上記のほか、「奪われた遺書」（TBS、『ザ・サスペンス』1983年9月3日放送分）と新春ドラマスペシャル「サラリーマン忠臣蔵 華麗なる復讐」（テレビ朝日、1989年1月1日放送）の予告ナレーションも担当した。

### 映画
- 変幻紫頭巾（1963年、東映）
- 十三人の刺客（1963年、東映）
- 駆逐艦雪風（1964年、佐野芸術プロ／松竹）
- ホラ吹き太閤記（1964年、東宝） ※ノンクレジット
- 大殺陣（1964年、東映）
- 人間魚雷 あゝ回天特別攻撃隊（1968年、東映）
- 花の特攻隊 あゝ戦友よ（1970年、日活）
- ボクは五才（1970年、大映）
- 蝦夷館の決闘 (1970年)
- 日本ダービー 勝負（1970年、東映）
- 木枯し紋次郎（1972年、東映）
- 宇宙からのメッセージ（1978年、東映）
- 水戸黄門（1978年、東映）

### アニメ
- 忍術武芸帳（TCJ、パイロットフィルム）
- 少年宮本武蔵 わんぱく二刀流（1982年、東映・フジテレビ）

### 舞台
- 里見浩太朗 '82オンステージ（明治座）

### その他
- 大川栄策『本造り黄桜の歌』（1976年、非売品） - ナレーション（芥川は同曲の作詞も担当）